# Aerdenhout
Aerdenhout é uma cidade no município de Bloemendaal nos Países Baixos. Localizada  entre Haarlem e uma das praias mais populares dos Países Baixos na cidade de Zandvoort. O nome "Ardenhout" significa Andere Hout, em neerlandês "a outra floresta".

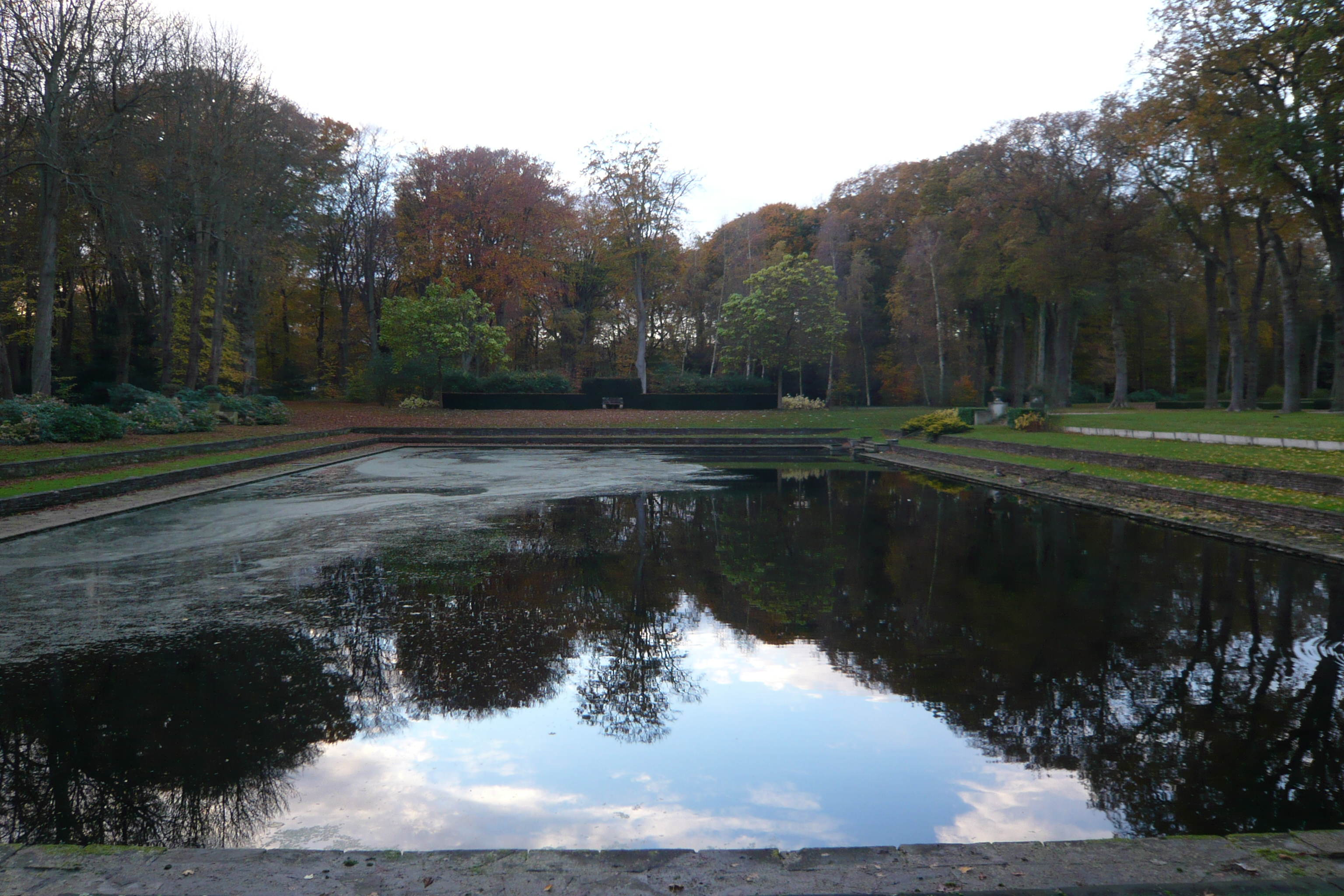

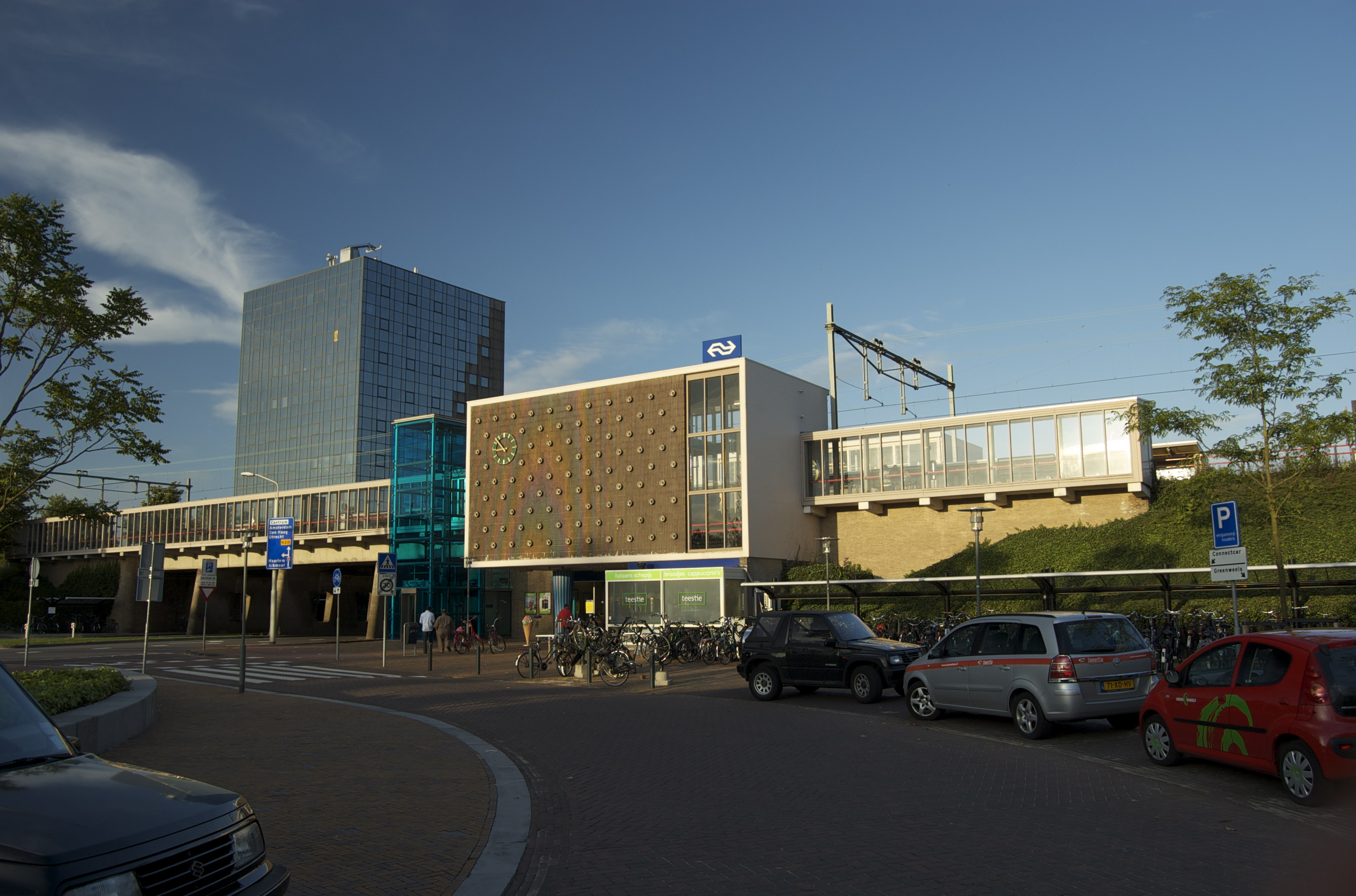
Estação de Trem Hemestede-Ardenhout

Lidera o Ranking da cidade mais rica dos Países Baixos.
Há apenas 20 minutos de Amsterdã, Aerdenhout possui um estação de trem Heemstede-Aerdenhout servindo de parada entre a estação de Amsterdã, Haarlem e Rotterdam.